# عرب ديزجي
عرب‌ ديزجي (بالفارسية: عرب‌دیزجی) هي قرية تقع في قسم آواجيق الجنوبي الريفي (مقاطعة تشالدران) في إيران. يقدر عدد سكانها بـ 629 نسمة بحسب إحصاء 2016.